# TiJi
«TiJi» — французский дошкольный телеканал для детей в возрасте от трех до шести лет.

## История
Телеканал TiJi был запущен 15 декабря 2000 года компанией Lagardère Active. TiJi был первым каналом во Франции, специализирующимся на программах для детей дошкольного возраста. На момент запуска TiJi вещал с 5:30 утра до 9:00 вечера.
Значительный рост аудитории канала был отмечен в период с декабря 2002 года по июнь 2003 года, когда его доля в дошкольной аудитории увеличилась на 60%, достигнув 0,8% общей доли. С 2002 по 2003 год 43% детей в возрасте 4-10 лет начали смотреть TiJi.
В 2008 году телеканал продлил вещание до 00:00, чтобы сделать просмотр более удобным для иностранных зрителей.
По состоянию на март 2009 года TiJi входил в пятерку лучших тематических каналов Франции с долей аудитории 0,6%. TiJi также был вторым по популярности каналом после Canal J с долей аудитории 4% среди детей в возрасте от четырёх до десяти лет.
1 февраля 2019 года M6 Group начала переговоры с Lagardère Active о приобретении телевизионного подразделения, куда входили телеканалы TiJi, Gulli и Canal J. 2 сентября 2019 года TiJi и остальные телеканалы стали собственностью компании M6 Group.

## TiJi на постсоветском пространстве
В 2003 году в России был запущен французский TiJi (без перевода на русский язык).
1 апреля 2009 года была запущена русскоязычная версия TiJi в России, Израиле, и в странах СНГ и Прибалтики. Дистрибуцией телеканала на территории России и СНГ занимается компания Universal Distribution.
Украиноязычная версия TiJi была анонсирована 24 Марта 2021 года.
26 Марта 2021 года TiJi начал вещать в Украине совместно с телекомпании "1+1 Медиа". Запуск состоялся в 10:00 часов; (по киевскому времени) TiJi является частью 1+1 Медиа для Lagardère. 
В 2022 году была добавлена казахская звуковая дорожка.

## Аудитория
Целевая аудитория — дети от 3 до 7 лет, также встречаются варианты от 3 до 6 и от 2 по 5.

## Вещание
Как и Canal J, до 2016 года этот телеканал был доступен эксклюзивно у спутникового провайдера CanalSat и кабельного Numericable.
По состоянию на 2018 год французский канал можно смотреть во всех крупнейших кабельных сетях: Free, Orange, Bouygues и SFR/Numericable.

## Руководство
По состоянию на июнь 2018 года директором французских каналов TiJi и Canal J была Каролин Местик.

## Передачи
Канал показывает, в частности, мультсериалы:
- Октонавты
- Маленькая школа Хелен
- Пожарный Сэм
- Пчёлка Майя
- Боб строитель
- Чупи в школе
- Робокар Поли
- Паприка
- Моланг
- Тима и Тома
- Катури
- Рыцарь Майк
- Сказки Люпина
- Тайная жизнь насекомых
- СамСам: Приключения Супергероя

## Премии
Русская версия дважды — в 2012 и 2014 годах — побеждала в номинации «Детский телеканал» ежегодной российской национальной премии в области спутникового, кабельного и интернет-телевидения  «Золотой луч», учреждённой российской Национальной ассоциацией телерадиовещателей (НАТ).
Кроме того, русский телеканал несколько раз становился лауреатом премии в области многоканального цифрового телевидения «Большая цифра». В феврале 2012 года и в феврале 2014 года он победил в номинации «Детский канал», а в 2013 году получил один из специальных призов от партнёров и спонсоров — «Самому смотрибельному детскому каналу по версии „Билайн ТВ“».